# Захіре-є Есмаїль Ганом
Захіре-є Есмаїль Ганом (перс. ذخيره اسماعيل غانم‎) — село в Ірані, остані Хузестан, шахрестані Шуш, бахші Шавур, дехестані Шавур. За даними перепису 2006 року, його населення становило 1659 осіб, що проживали у складі 278 сімей.